# Jan Žižka
Jan Žižka van Trocnov (Trocnov (Zuid-Bohemen, ca. 1360 - bij Schönfeld, 11 oktober 1424) was een leider en een van de belangrijkste generaals van de radicale Hussieten in het 15e-eeuwse Bohemen.
Hij behaalde een groot aantal overwinningen op de kruisvaarderslegers, die de katholieke naties van Europa afzonden op het  ketterse Bohemen. Hij begon zijn carrière als huursoldaat en verloor een oog tijdens een van de gevechten waaraan hij deelnam. Hij behoorde tot de radicale tak van de hussieten, de zogenaamde taborieten - genoemd naar de stad Tábor, hun voornaamste bolwerk, door hen gesticht in het vooruitzicht van de dag des oordeels. Onder zijn leiding versloegen de Hussieten vijf kruisvaarderlegers. In feite waren dat er vier, want het vijfde ging op de loop toen de hussieten onder het zingen van de hymne "Gij die Gods strijders zijt!" (Kdož jsou Boží bojovníci) het slagveld betraden. Žižka verloor tijdens de belegering van de burcht Rabí zijn tweede oog maar bleef desondanks de aanvoerdersrol waarnemen, bijgestaan door trouwe luitenants als Procopius de Oudere en De Jongere. Hij overleed tijdens de belegering van de burcht Přibyslav.